# Арто, Жозеф
Жозеф Арто (фр. Joseph Arthaud, 13 июня 1813, Лион — 17 марта 1883[…], 5-й округ Лиона) — французский психиатр, врач и профессор .

## Биография
Жозеф Арто родился от неизвестного отца. Его мать, которая была менеджером вышивальной мастерской в Лионе, воспитывала его одна и поощряла его учёбу. Будучи слишком молодым, чтобы его приняли в класс философии в Коллеж-лицее Ампер, он поступил в медицинскую школу, а затем изучал философию в 1828 году. Женился на Мари Жирар (1814—1891) в 1838 году, у них было четверо детей: Франсуаза, Потен, Клод и Эммануэль.

## Опубликованные работы
- - Du siège et de la nature des maladies mentales. (Thèse). Édition, Paris,
  - Examen médico-légal des faits relatifs au procès criminel de Jobard, Paris, V. Masson, 1852
  - Observations de crétinisme, Lyon,  impr.  A. Vingtrinier, 1854
  - Réflexions sur l'état mental de C. Feuillet, condamné par la cour d'assises pour crimes d'empoisonnement, Lyon, impr. A. Vingtrinier, 1854
  - Relation d'une hystéro-démonopathie épidémique observée à Morzine (Haute-Savoie), Lyon, impr. A. Vingtrinier, seconde édition, 1862
  - De la possibilité et de la convenance de faire sortir certaines catégories d'aliénés des asiles spéciaux et de les placer soit dans des exploitations agricoles, soit dans leurs propres familles, lu au Congrès médical de Lyon, le , Lyon, impr. Vingtrinier, 1865
  - De l'état mental des épileptiques au point de vue médico-légal, Lyon,  impr. A. Vingtrinier, 1867
  - De l'Assistance publique des malades à domicile et dans les hôpitaux, Lyon, impr. A. Vingtrinier, 1868
  - Du Bromure de potassium dans le traitement de l'épilepsie, Lyon,  impr. A. Vingtrinier, 1870
  - L'Asile départemental de Bron, Lyon, impr. A. Vingtrinier, 1874